# Ленинский (Каневской район)
Ленинский — хутор в Каневском районе Краснодарского края.
Входит в состав Новодеревянковского сельского поселения.

## География

### Улицы
- ул. Кондруцкого (названа в честь жившего в Ленинском Героя Советского Союза Алексея Кондруцкого).

## Население
| 2002 | 2010 |
| ---- | ---- |
| 125  | ↘123 |

## Известные уроженцы, жители
Кондруцкий (1913—1983) — Герой Советского Союза (1945), проживал на хуторе после демобилизации.

## Инфраструктура
Личное подсобное хозяйство с зоной сельскохозяйственного использования, индивидуальная застройка усадебного типа.